# Edgaria
Edgaria é um género botânico pertencente à família Cucurbitaceae.

## Espécies
- Edgaria darjeelingensis C.B.Clarke